# زبان یهودی-بروجردی
یهودی-بروجردی زبان رو به مرگ جامعه یهودی ساکن در بروجرد است. زبان یهودی-بروجردی همانند سایر زبان‌های یهودی دارای مقدار زیادی وام‌واژه از عبری است و به گونه‌ای از الفبای عبری نوشته می‌شود.